# Лемешко, Тимофей Игнатьевич
Тимофей Игнатьевич Лемешко (3 мая 1889, Большая Мартыновка, Ростовская область — 2 мая 1966, Видное, Московская область) — советский военный и хозяйственный деятель, агроном, почётный гражданин Ленинского района Московской области.

## Биография
Тимофей Игнатьевич Лемешко родился 3 мая 1889 года в крестьянской семье в казачьей слободе Большая Мартыновка. Его детские и юношеские годы прошли на Дону. С 11 лет он освоил профессию кузнеца. В 1910 году был призван в армию и служил на Кавказе в 208-м пехотном полку. С 1914 года был мобилизован на Первую мировую войну. С 1917 года участвовал в революционных событиях и боях за установление советской власти. Был членом Донского советского правительства. С 1929 года возглавлял Атаманскую Машино-тракторную станцию (МТС) в Ростовской области. В 30-е годы работал директором совхоза «Красный маяк» в Ленинском районе Московской области.
С 1938 года судьба Тимофея Игнатьевича неразрывно связана с Московским коксогазовым заводом (МКГЗ). Особенно много труда и энергии вложил он в озеленение завода, поселка, в затем и города Видное. Под его руководством с 1947 по 1958 год высажено 35 тысяч деревьев, 172 тысяч кустарников. За проделанную работу его имя было занесено в Книгу почета МКГЗ. В 1958 году Тимофей Игнатьевич вышел на заслуженный отдых и ему была назначена персональная пенсия республиканского значения.
Тимофей Игнатьевич Лемешко умер 2 мая 1966 года и был похоронен на Дыдылдинском кладбище. В честь Тимофея Игнатьевича, многое сделавшего для экологии города, признательные видновчане в 1967 году переименовали улицу Северную в улицу Лемешко, а в 2000 году Совет депутатов присвоил ему (посмертно) звание «Почетный гражданин Ленинского района». На малой родине Т. И. Лемешко, в слободе Большая Мартыновка, переулок, где расположен дом, в котором он родился и вырос, также был назван в его честь, в память тех славных дел, которые он совершил на Дону. В 2019 году на месте отработавшей свой век трансформаторной подстанции муниципалитет города Видное благоустроил и открыл сквер Лемешко — новое место отдыха для горожан и дань памяти Тимофею Игнатьевичу, благодаря которому Видное называют городом-садом.